# ما بعد الذوق

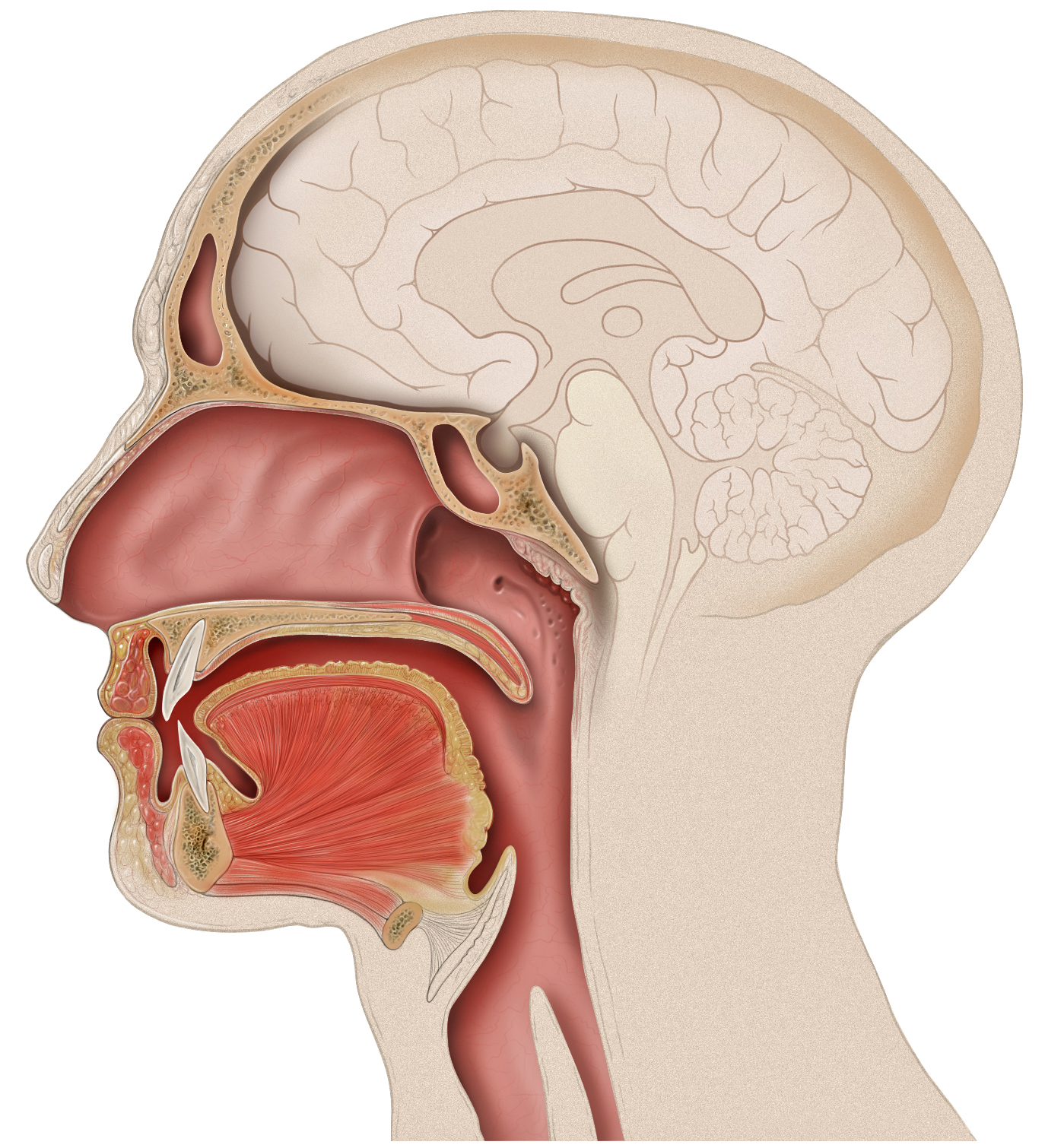

ما بعد الذوق (بالإنجليزية: Aftertaste)‏ هو ذلك المذاق من طعام أو شراب الذب يتبقى في الفم بعد إلتهام الطعام وزواله من الفم.